# ピューロランドメドレー
ピューロランドメドレー（英：Puroland medley）は、かつてサンリオピューロランド内「メルヘンシアター」で公演されたミュージカルレビューショーである。

## 概要
最初期のサンリオピューロランドを語る上で、不可欠な名作エンターテインメントショーの1つ。メルヘンシアター公演演目「第2作目」が『ピューロランドメドレー』である。この演目はランドマークエンターテイメント（旧社）スタッフとサンリオ・コミュニケーションワールドのスタッフが一丸となって制作した。演目の主な内容としては、初めてサンリオピューロランドを訪れたゲストに向けた「館内案内」と「テーマパークとしてのピューロランド」を、歌と踊りで解り易く説明する事が目的だった為、最初期のピューロランドの各アトラクションのテーマミュージックやスターライトパレードの楽曲（※演目用アレンジ版）がフィーチャリングされていた。なお、同演目は先ず、先行制作した英語版楽曲を日本語版に訳詞制作し、日本語楽曲を改めて制作し演目に取り入れた。演出及び監督はランドマークエンターテイメント（旧社）スタッフと東宝舞台とサンリオ・コミュニケーションワールド側との共同スタッフが担当し、意欲的で未来志向のサンリオピューロランドの明るさが演出で表現されている。なお、本作の台本・構成及び英語版楽曲を含めた大半のディレクションと演出は米国ランドマーク社が担当し、サンリオ・コミュニケーションワールド社は日本語版制作を担当。従って演出プランやショーキャストのコスチューム（衣装）デザインやプロップデザインも含めた細部に亘る演出性に於いて米国式のエンターテイメントショー制作ノウハウが活かされた。なお、次作(第3作目)演目「サンリオキャラクターズ・オン・ブロードウェイ!!」に於いてもランドマークエンターテイメント社(旧社)スタッフによる制作主導で米国式エンターテインメントショー制作ノウハウが活かされた。

### 公演期間
- 1991年1月5日～3月31日 (※1日当り2ステージから4ステージを公演)

### 制作費
- 約2億円 (※1990年当時)

## 梗概
京王新宿駅から京王線「特急」（5000系）に乗り、電車で多摩センターに向かう一行が目指す先は多摩センターにある「夢の国」サンリオピューロランド。電車は軽快な音楽に乗せて走り、やがて多摩センター駅の向こうにサンリオピューロランドが見えて来た。いよいよピューロランドに着いた一行の中で、エディとエミィは「ピューロランドって、どう云う所なの？」とピューロフレンズに尋ねる。
そして、先ずは食事をする所を探すエディとエミィはハローキティに付いて行く。付いて行った先にはたあ坊が案内する「グルメバザール」があり、やがて「フードマシンレストラン」に行き、美味しい食事を満喫する。お腹が満腹になり、館内を巡る一行は「ディスカバリーシアター」を訪ね、「ゴールの伝説」のアトラクションを体感。その後「フェアリーランドレストラン」でルナ王女の結婚式のアトラクションを楽しみ、「写真のミニプラント」で記念撮影。満面の笑顔で記念撮影をしたエディとエミィ達は、ピューロビレッジ内の「ミニプラント」を巡り楽しむ。
サンリオピューロランドの館内やアトラクションを満喫したエディとエミィ一行だが、「もう帰るのは寂しい」と云い、楽しかったピューロランドの一日を振り返る。だが「すぐまた逢える!」と云うハローキティ。いつでもここにピューロランドはある、幸せの国ピューロランドは君の為にドアを開けて待つよ。。。と唄うぽこぽん達。
やがて、フィナーレを迎える一行。皆の眼差しの向こうに、夕陽から星空の中で輝くサンリオピューロランドが見える。。。
愛と夢の国、光り輝くサンリオピューロランドを背景に、一行が手を振って別れを惜しむ。
<終>

## パート及び楽曲
- オープニングパート
  - M1「Go to the Puroland」
  - M2「Wonderful day of Puroland」

- - M3「ようこそ不思議な世界へ」
  - M4「虹の工場」
  - M5「Welcome Puroland」（※以上3曲 スターライトパレードメドレー）

- - M6「Welcome to this world of love」
  - M7「Party in Puroland」（オープニングバージョン）

- フードマシンレストランパート
  - M8「グルメバザールのテーマ」、「フードマシンレストランのテーマ」

- ディスカバリーシアターパート
  - M9「ディスカバリーシアターのテーマ」など
  - M10「Wonderland Puroland」など

- ゴールの伝説パート
  - M11「ゴールの伝説のテーマ」

- フェアリーランドレストランパート
  - M12「フェアリーランドのテーマ」

- フォトミニプラントパート
  - M13「フォトミニプラント（写真のミニプラント）のテーマ」

- チョコレートファクトリーパート
  - M14「チョコレートファクトリーのテーマ」

- ジュースファクトリーパート
  - M15「ジュースファクトリーのテーマ」

- アイスクリームミニプラントパート
  - M16「アイスクリームファクトリーのテーマ」

- 電気のミニプラントパート
  - M17「エレクトリックミニプラントのテーマ」

- キャンディミニプラントパート
  - M18「キャンディマシンのテーマ」

- エンディングパート
  - M19「幸せの国 ピューロランド」

- フィナーレパート
  - M20「Party in Puroland」（フィナーレバージョン）
  - M21「Welcome to this world of love」（フィナーレバージョン）

- カーテンコール

<終>

### 主なスタッフ
- 製作総指揮：辻信太郎（サンリオ/サンリオ・コミュニケーションワールド）
- 製作担当：西口由一（サンリオ・コミュニケーションワールド）
- 英語版台本・演出制作：マーク・プライマー（ランドマークエンターテインメント/旧社）

- 英語版楽曲制作：スティーブ・ウィルムズ（ランドマークエンターテイメント/旧社）、ゲーリー・ストックデール（ランドマークエンターテイメント/旧社）
- 日本語版翻訳：織田ゆり子、立花洋子　他
- 日本語版演出制作：宮島春彦（東宝舞台）、後根紀夫（SCW）
- 日本語版楽曲演奏：サンリオ・ミュージックオーケストラ
- 日本語版音響制作：アオイスタジオ、東宝サウンドスタジオ、サンリオ・コミュニケーションワールド
- 振付担当：ロジャー・キャステラーノ（ランドマークエンターテイメント/旧社）
- 制作協力：東宝舞台株式会社
- 制作：ランドマークエンターテイメント（旧社）、サンリオ・コミュニケーションワールド（SCW）

### 声の出演
- ハローキティ：林原めぐみ
- けろけろけろっぴ：松尾佳子
- ぽこぽん：田中真弓
- エディ：頓宮恭子
- エミィ：荘真由美
- たあ坊：室井深雪（現.深雪さなえ）
- ピューロダンサーズ（日本語版台詞、日本語版歌唱）

## 短縮版
「ようこそサンリオピューロランド キティ＆フレンズ」（※サンリオピューロランドPRショー）
- 同演目は、"ピューロランドメドレー"（本編：約22分）を短縮し約15分30秒に収めた短縮版として、東京都以外の関東圏内及び三大都市圏で公演された「サンリオピューロランドPR演目」である。

### 出演
- ハローキティ、けろけろけろっぴ、ぽこぽん、みんなのたあ坊、ピューロフレンズ（4名）

### 声の出演
- ハローキティ：林原めぐみ
- けろけろけろっぴ：松尾佳子
- ぽこぽん：田中真弓
- エディ：頓宮恭子
- エミィ：荘真由美
- たあ坊：室井深雪(現.深雪さなえ)
- ピューロダンサーズ（日本語版台詞、日本語版歌唱）

### 出演協力
- 東宝舞台、劇団飛行船

### 制作協力
- 東宝舞台株式会社、劇団飛行船、株式会社サンリオ

### 制作
- ランドマークエンターテイメント（旧社）、サンリオ・コミュニケーションワールド(SCW)